# Русенский завод сельскохозяйственного машиностроения им. Г. Димитрова
Русенский завод сельскохозяйственного машиностроения им. Г. Димитрова (болг. Завод за селскостопанско машиностроене "Георги Димитров") — промышленное предприятие в городе Русе.

## История
Предприятие возникло в 1907 году как «Машинная фабрика и литейная мастерская Евгений Мюльхаупт и К°» (болг. Машинна фабрика и железолеярница Е. Мюлхаупт и съдружие), который ремонтировал мельничные машины, элеваторы, водяные колёса и турбины, а также изготавливал сельхозмашины, сельскохозяйственный инструмент и металлоизделия. Хотя завод имел примитивное оборудование, он стал первым машиностроительным предприятием Болгарии.
Поражение Болгарии в Первой мировой войне и выплата репараций (в соответствии с подписанным 27 ноября 1919 года Нёйиским договором) ухудшили положение в экономике страны. В 1919 году рабочие фабрики устроили стачку, в 1922 году - забастовку.
В 1922 году завод был преобразован в акционерное общество.
В 1936 году под руководством лейтенанта Минчо Острева была разработана морская мина Б-36, в 1938 году командование военно-морского флота Болгарии заказало заводу производство 274 шт. морских мин и завод начал производство усовершенствованного варианта мины "Б-38".
В 1947 году завод был национализирован. В дальнейшем, в соответствии с 1-м пятилетним планом развития народного хозяйства страны при помощи СССР он был реконструирован (здесь было установлено новое советское оборудование) и расширен.
В 1949 году завод получил новое наименование: Русенский завод сельскохозяйственного машиностроения им. Георгия Димитрова. В дальнейшем, в рамках производственной кооперации стран СЭВ завод стал ведущим поставщиком нескольких видов сельхозмашин на экспорт для социалистических и развивающихся стран. Летом 1953 года завод начал выпуск первых болгарских комбайнов "Димитровец-6".
После создания в 1964 году производственного объединения производителей сельхозтехники завод вошёл в состав ДСО "Агромашина".
В 1965 году завод был награждён орденом Трудового Красного Знамени.
В 1966 году работниками научно-исследовательского и проектно-конструкторского института в Русе была создана установка для механизированной очистки пшеницы, ржи, овса и подсолнечника, производство которой освоил завод.
В 1972 году завод был награждён орденом Г. Димитрова.
К началу 1975 года основной продукцией завода являлись силосные комбайны, жатки и кукурузоуборочные машины, которые использовались в Болгарии и экспортировались в другие страны.
В начале ноября 1981 года завод изготовил 400-тысячную косилку "Кир-1,5".
По состоянию на начало 1986 года, основной продукцией завода являлись силосные комбайны, жатки, прицепные и навесные сельхозмашины.
В целом, в 1950е - 1980е годы завод работал во взаимодействии с открытым в городе институтом электрификации и механизации сельского хозяйства и входил в число ведущих предприятий города.
В начале 1990х годов государственное предприятие было приватизировано и преобразовано в акционерное общество.

## Дополнительная информация
- архивные документы завода за 1909 - 1947 гг. хранятся в государственном архиве города Русе (фонд 41К)[4].